# Oxyscelio cordis
Oxyscelio cordis  (лат.) — вид платигастроидных наездников из подсемейства Scelioninae (Platygastridae, или Scelionidae, по другим классификациям). Ориентальная область: Таиланд, Nan Prov., Doi Phu Kha National Park, 19°12.252'N, 101°04.697'E, 1350 м.

## Описание
Мелкие перепончатокрылые насекомые: длина тела 4,5 мм. Усики самок с булавой. Отличается узким брюшком и сердцевидной формой метаскутеллюма (отсюда название cordis, в пер. с латинск. «сердце»), зауженного кзади, а также отсутствием возвышения между глазами и усиками и сглаженной скульптурой мезоскутеллюма. Метаскутеллюм морщинистый и вогнутый. Тело в основном чёрное. Скапус усиков и ноги желтоватые.
Усики 12-члениковые. Нижнечелюстные щупики состоят из 4 сегментов, а нижнегубные — 2-члениковые. В переднем крыле субмаргинальная жилка отдалена от края и имеет очень короткую маргинальную жилку. Есть характерное фронтальное вдавление на голове. Вид был впервые описан в 2013 году американским энтомологом Роджером Барксом (Roger A. Burks, Department of Evolution, Ecology, and Organismal Biology, The Ohio State University, Колумбус, Огайо, США)
.